# Steven Warner
Steven Warner é um ator, seu principal e único trabalho foi em The Little Prince, em 1974. Atualmente, tem trabalhado como supervisor de efeitos especiais, trabalhando em Kingsman (2015) e Um Bom Ano (2006).